# Élisabeth Ronget

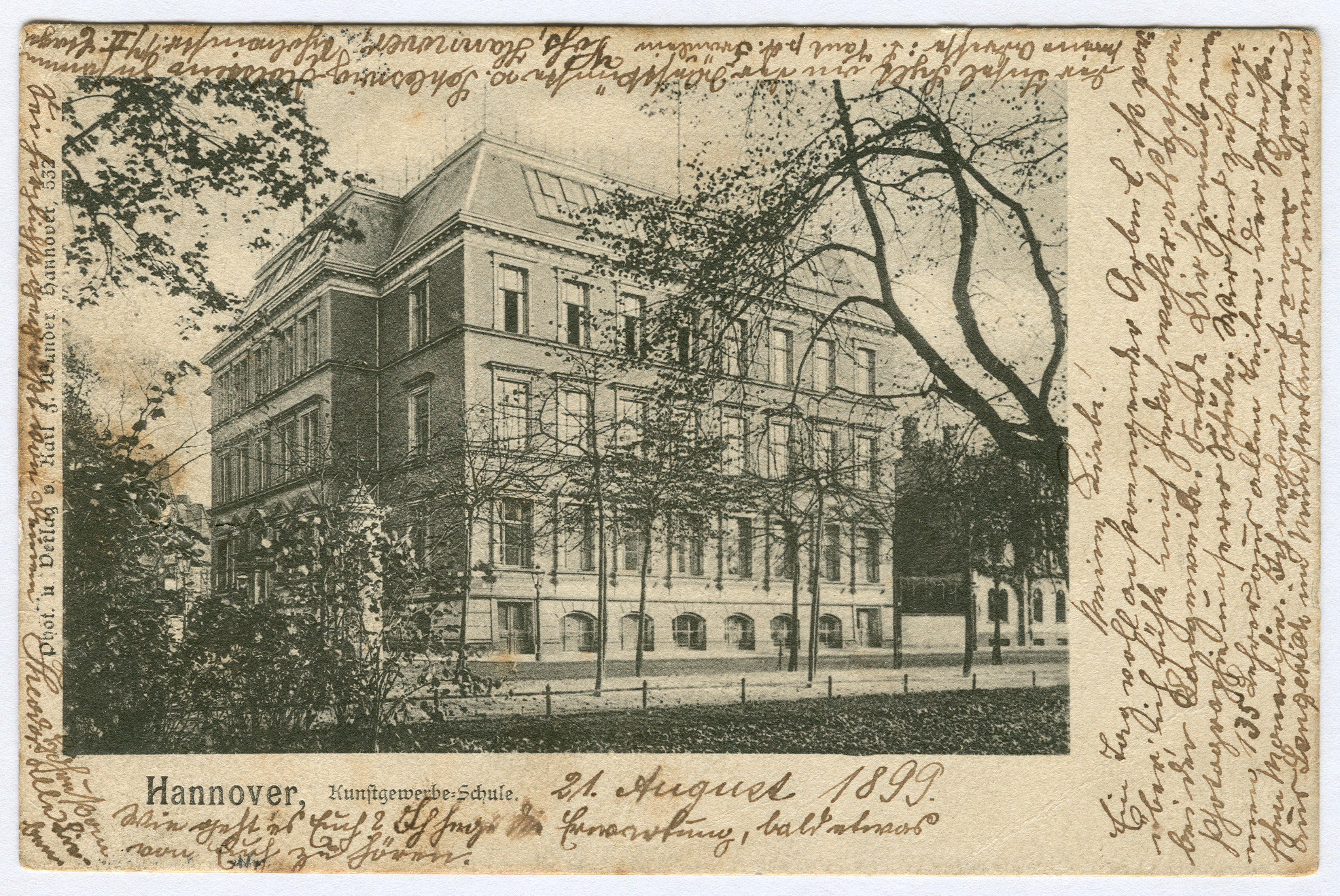
École des arts plastiques, Hanovre, 1899 (Kunstgewerbeschule Hannover).

Élisabeth Ronget est une artiste peintre et lithographe française d'origine allemande née Liesbeth Bohm le 9 septembre 1899 à Konitz en Prusse-Occidentale, Royaume de Prusse (aujourd'hui Chojnice, Pologne) décédée le 24 juin 1980 à Paris.

## Biographie
Liesbeth Bohm était une des deux filles du juge (Geheimer Justizrat) Salomon Bohm (1860-1942) de Graudenz (aujourd'hui Grudziądz en Pologne) et de Margarete Spanier (1876-1943) de Bernbourg (de la Saxe-Anhalt). Elle a grandi et fait ses écoles principalement à Hanovre.
Elle fut élève de Ludwig Vierthaler à l'École des arts plastiques (Kunstgewerbe- und Handwerkerschule Hannover) et étudiante à Munich jusqu'en 1926.
"Le tempérament artistique de la jeune Liesbeth Bohm est soutenu par ses parents qui l'envoient à Vienne où elle reçoit une formation classique à l'Académie des beaux-arts. Poursuivant ses études universitaires à Berlin, Elisabeth Bohm se lie avec les peintres du mouvement Der Blaue Reiter, rejoint le Novembergruppe à partir de 1926, fréquente le Bauhaus de Dessau."
On a pu lire qu'elle fait en cela « partie de cette pléiade d'artistes qui fait descendre l'art dans la rue en l'introduisant dans la mode et la vie quotidienne », c'est dans les arts appliqués, qu'elle s'investit alors professionnellement, et « ses affiches, très Art déco, notamment pour la Grande Maison de Blanc, côtoient ses costumes créés pour le théâtre et qui rappellent ceux de Léon Bakst. Des projets de tissus pour des maisons lyonnaises lui sont également confiés. Cela lui permet de vivre et semble lui suffire. Elle n'imagine pas que ce qu'elle peint dans ses moments de liberté est beaucoup plus important ».
À Paris elle rencontre le Pilote militaire et civil Georges Emile Ronget originaire de Pantin avec qui elle se mariera le 23 octobre 1934 à la mairie du 17e arrondissement de Paris (numéro de l'acte : 1858).
L'occupation allemande fait qu'Élisabeth part s'installer en Provence en 1941. On retrouve Georges Ronget engagé dans la France Libre à Londres dès juillet 1940. Après la Seconde Guerre mondiale, installée au 30, rue Érard dans le 12e arrondissement de Paris, elle renoue cependant avec les salons parisiens. Outre des nus, des natures mortes et des portraits comme ceux du mécène Camille Renault ou de la comédienne Adrienne Servantie, son œuvre se constitue de compositions sur des thèmes intitulés Les mousquetaires, La Belle Époque, Le cauchemar de l'oiseau (la chute d'Icare) ou La dernière goutte d'eau pure.

## Expositions personnelles
- The Coffee Mill Gallery, 1952, New York (The New York Times, 11 & 18 February 1952)
- Galérie Gérard Mourgue, 1961, 57 quai des Grands-Augustins, Paris 6e
- Galerie Vercamer, 1972, 3 bis rue des Beaux-Arts, Paris 6e
- Claude Robert, commissaire-priseur à Paris, Vente de l'atelier Élisabeth Ronget, hôtel Drouot, Paris, 20 octobre 1980[8].

## Expositions collectives
- Salon des indépendants, Paris, 1946, 1950, 1954, 1955, 1956[11], 1957[12], 1958, 1959, 1960, 1961, 1962, 1963, 1964, 1965, 1966, 1967[13], 1968, 1969, 1970[14], 1972, 1973, 1974, 1975, 1976, 1977, 1978, 1979, 1980.
- Salon de l'Union des femmes peintres et sculpteurs, Paris, 1954, 1955.
- Salon des Surindépendants, Paris, 1956.
- Salon d'automne, Paris, 1957, 1958, 1969,1970, 1972, 1973, 1975, 1977, 1978, 1979.
- Galérie Camille Renault, Cheveaux, 1972, 133 boulevard Haussmann, Paris, 8e.
- Uncovered and recovered : Women artists of the modernist tradition - Paintings from the collection of Jeri Louise Waxemberg, Sun Valley Center for the Arts, Ketchum (Idaho), février-mars 1999.

## Réception critique
- « Jamais elle n'expose, jamais elle ne vend, jamais elle n'essaye de faire découvrir sa peinture. Et pourtant, quel talent ! Partie de l'expressionnisme, elle évoluera tout doucement vers un cubisme sans sécheresse ni austérité. Plus tard, elle se situera vers les franges de l'abstraction, avec des personnages à peine esquissés. Les lignes droites sont alors remplacées par des courbes et les couleurs s'adoucissent. Les toiles de Ronget deviennent des camaïeux de bleus, blancs, jaunes, gris... » - Françoise de Perthuis[8]
- « Si les conseils d'André Lhote l'amènent à une stricte et solide ordonnance linéaire, à une certaine stylisation des figures, à un cloisonnement de la toile, à des formes géométriques, le choix des couleurs vives et parfois stridentes, les distorsions dramatiques, l'éclatement des corps trahissent ses origines et nous livrent son âme inquiète. Peu à peu, les lignes souvent brisées et anguleuses des compositions d'Élisabeth Ronget font place à des courbes. L'élégance, la précision et la finesse de cette nouvelle écriture nous révèlent les ressources d'une palette affinée par les ans, les épreuves et les recherches, la puissance d'évocation, la foi et parfois la fantaisie de cette artiste slave, secrète et mystique. » - Claude Robert[7]
- « Le cubisme dans son aspect coloré et décoratif. Cette artiste polonaise qui a adopté la nationalité française s'est installée à Paris après avoir séjourné à Berlin pendant plusieurs années : elle a subi l'emprise toute puissante d'André Lhote. » - Gérald Schurr[15]

## Collections publiques
- Fonds national d'art contemporain, inv. : FNAC 29823, Construction, huile sur toile, 100 x 81 cm (œuvre localisée à l'ambassade de France à La Haye)[11].
- Artothèque de Puteaux (maison de Camille Renault), Portrait de Camille Renault, huile sur toile, 116 × 97 cm.

## Collections privées
- Jeri Louise Waxemberg Wolfson Collection, Naples (Floride).
- Collection Prof. Dr. Heinz R. Böhme, Museum Kunst der Verlorenen Generation, Salzburg, Austria